# Joseph Rudler
Pour les articles homonymes, voir Rudler.
Joseph Rudler est un homme politique français né le 7 juin 1795 à Husseren-les-Châteaux (Haut-Rhin), où il est décédé le 10 juillet 1870.

## Biographie
Entré jeune dans l'armée, il fait les dernières campagnes napoléoniennes. Capitaine en 1830, il est blessé en Algérie et mis à la retraite avec le grade de chef de bataillon en 1838. Il s'installe comme viticulteur à Husseren, dont il devient maire. Il est député du Haut-Rhin de 1848 à 1849, siégeant à gauche.

## Sources
- « Joseph Rudler », dans Adolphe Robert et Gaston Cougny, Dictionnaire des parlementaires français, Edgar Bourloton, 1889-1891 [détail de l’édition]